# Благовещенский собор (Московский Кремль)
Благове́щенский собо́р («соборная церковь Благовещения Пресвятой Богородицы, что у Великого Государя вверху» или «на сенях») — православный храм в Москве, расположенный на Соборной площади Московского Кремля. Освящён в честь Благовещения Пресвятой Богородицы, являлся первым домовым храмом московских великих князей и царей XVI века и первого царя Михаила Фёдоровича до времени постройки Верхоспасского собора.

## История

### Строительство
По преданию, которое историк И. М. Снегирёв называет сомнительным, а И. Е. Забелин — легендою, деревянный Благовещенский собор был построен в 1291 году Владимирским князем Андреем Александровичем, на месте Кучкова поля. Первые письменные упоминания о каменном храме относятся к концу XIV века, где основание храма заложено около 1393 года, сыном великого князя Дмитрия Донского — великим князем Василием Дмитриевичем.
Это была одноглавая бесстолпная домовая церковь великокняжеской семьи, выполненная из белокаменных блоков на подклете, сохранившемся до наших дней. Предположительно, алтарную преграду церкви украшали фрески с изображением преподобных. Тогда храм называли «Благовещением на Царских сенях», «…на великокняжеском Государевом дворе», «…на переходах». С западной стороны соединялся с палатами государя посредством сеней.
В 1404—1405 годах, как гласила летопись: «начаша подписывати церковь Благовещения на Великого Князя дворе….», храм украсили фресками и стенописью художников Феофана Грека, Прохора с Городца и Андрея Рублёва. Летописец записал, что около новопостроенного храма великий князь поставил первые в Москве боевые часы, которые приводили в удивление современников.
В 1416-м здание разобрали и возвели новое, четырёхстолпное трёхапсидное, расширенное до размеров современного. Собор стал трёхглавым с большим центральным и двумя малыми восточными куполами. По стилю он был близок памятникам раннемосковской архитектуры: Успенскому собору в Звенигороде, церкви Рождества Богородицы на Сенях. Фасад, верх барабана и апсиду украшал резной пояс, стены членились лопатками. При этом были укреплены своды подклета, опирающиеся на центральный столб, а его стены утолщены белокаменной кладкой почти вдвое; в таком виде подклет дошёл до нашего времени.
В 1482 году князь Иван III Васильевич, вскоре после свержения татаро-монгольского ига, пожелав украсить место своего жилища новыми зданиями, коснулся и Благовещенской церкви: «начаша рушити церковь на площади Благовещания…», работы по разбору храма до цоколя были закончены в 1483 году.
В 1484 году началось строительство нового каменного здания храма под руководством псковских мастеров Кривцова и Мышкина. Возведение было закончено через пять лет, после чего 9 августа 1489 года его освятил митрополит Геронтий. План и общие габариты здания 1416 года были повторены в новом. Храм был выстроен был из кирпича и окружён крытыми галереями — папертями. От предшествующей постройки сохранили подклет, использовавшийся для хранения княжеской казны. Украшения фасада относились к разным строительным школам — псковской, владимиро-суздальской, московской. В центральной части храма была использована ступенчатая система сводов. Восточная и южная галереи соединяли собор с дворцом и Казённой палатой. В юго-восточном углу к папертям были пристроено полуоткрытое крыльцо. Северо-западная галерея использовалась как парадный вход во дворец и выход на Соборную площадь; в месте выхода на площадь был сооружён всход. Южная паперть была изначально построена как отдельное закрытое помещение (в 1489 году там разместили придел Василия Неокесарийского). На основании папертей были возведены белокаменные столпы, украшенные цветочными четырёхлепестковыми розетками. С папертей в собор вели три перспективных портала с килевидными завершениями, из которых только южный сохранил характерный для XV века облик, а два других получили ренессансный декор, вероятно, в начале XVI века (по своему решению — применению ордера — и пышности декора они близки порталам Архангельского собора). Стены собора по вертикали были расчленены на три прясла; они получили позакомарное покрытие и были украшены аркатурно-колончатым поясом (этот элемент, характерный для владимиро-суздальского зодчества, вероятно был призван соответствовать архитектуре недавно построенного Успенского собора). Храм венчали три главы, из которых две были поставлены над восточными углами основного объёма, а центральная украшена рядом килевидных кокошников. Барабаны куполов получили напоминающий псковский декор из бегунца, поребрика и треугольных впадин. Собор 1484—1489 годов стал центром композиции существующего здания.
В 1508-м по указу Василия III собор расписали Феодосий, сын Дионисия, и Фёдор Едикеев. На стенах были изображены Аристотель, Фукидид, Птолемей, Плутарх, Платон и Сократ со свитками в руках. В том же году иконы позолотили и украсили драгоценными окладами, были позолочены церковные верха, после чего церковь стали называть «златоверхою».
Храм пострадал во время пожара в июле 1547 году: повредились резное убранство и паперти, были уничтожены иконы Андрея Рублёва, греческих мастеров, книги, настенные росписи. При ремонте фасадов в середине XVI века белокаменные архивольты и капители столпов заменили на кирпичные.

### Перестройка

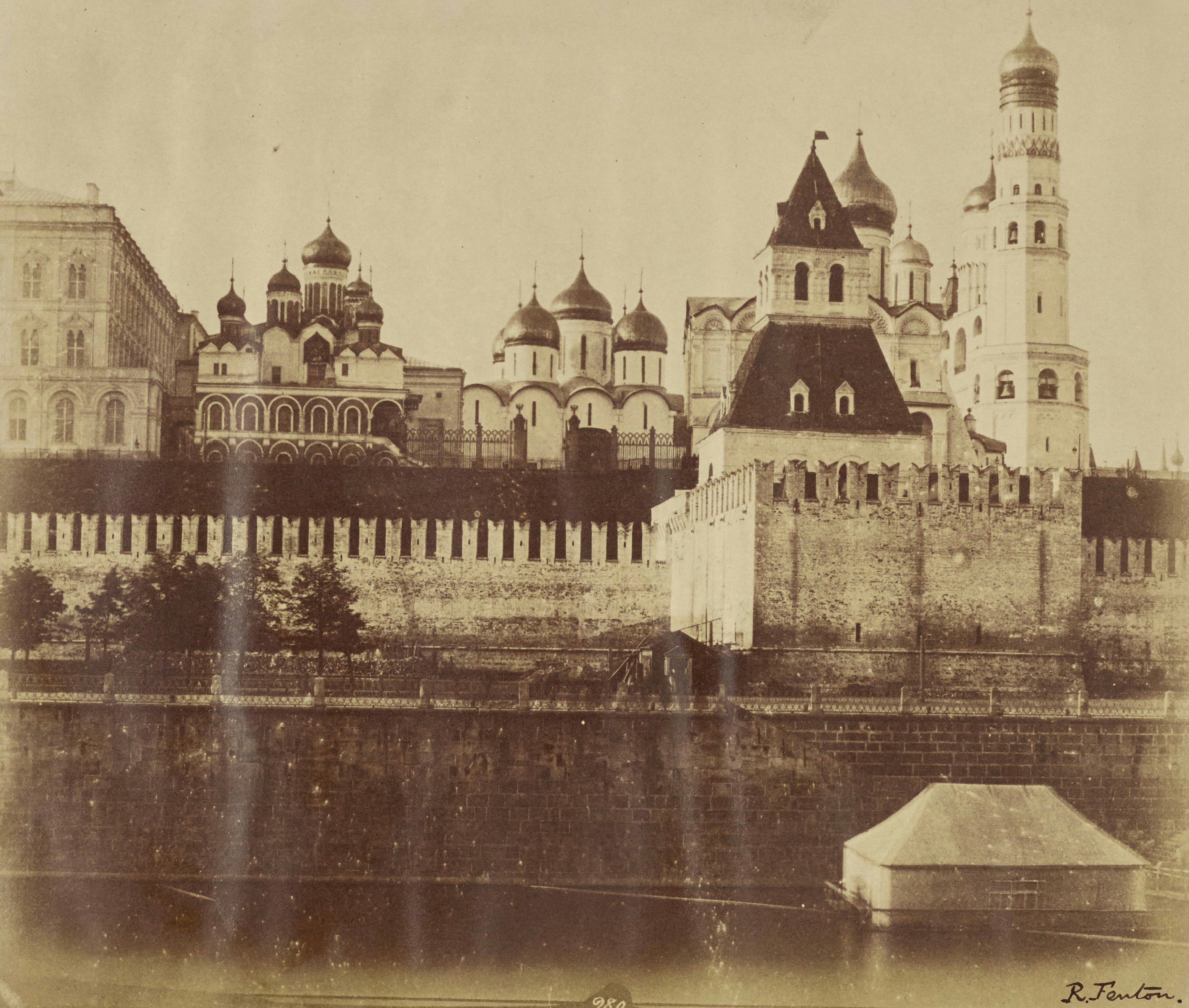
Благовещенский собор, 1852

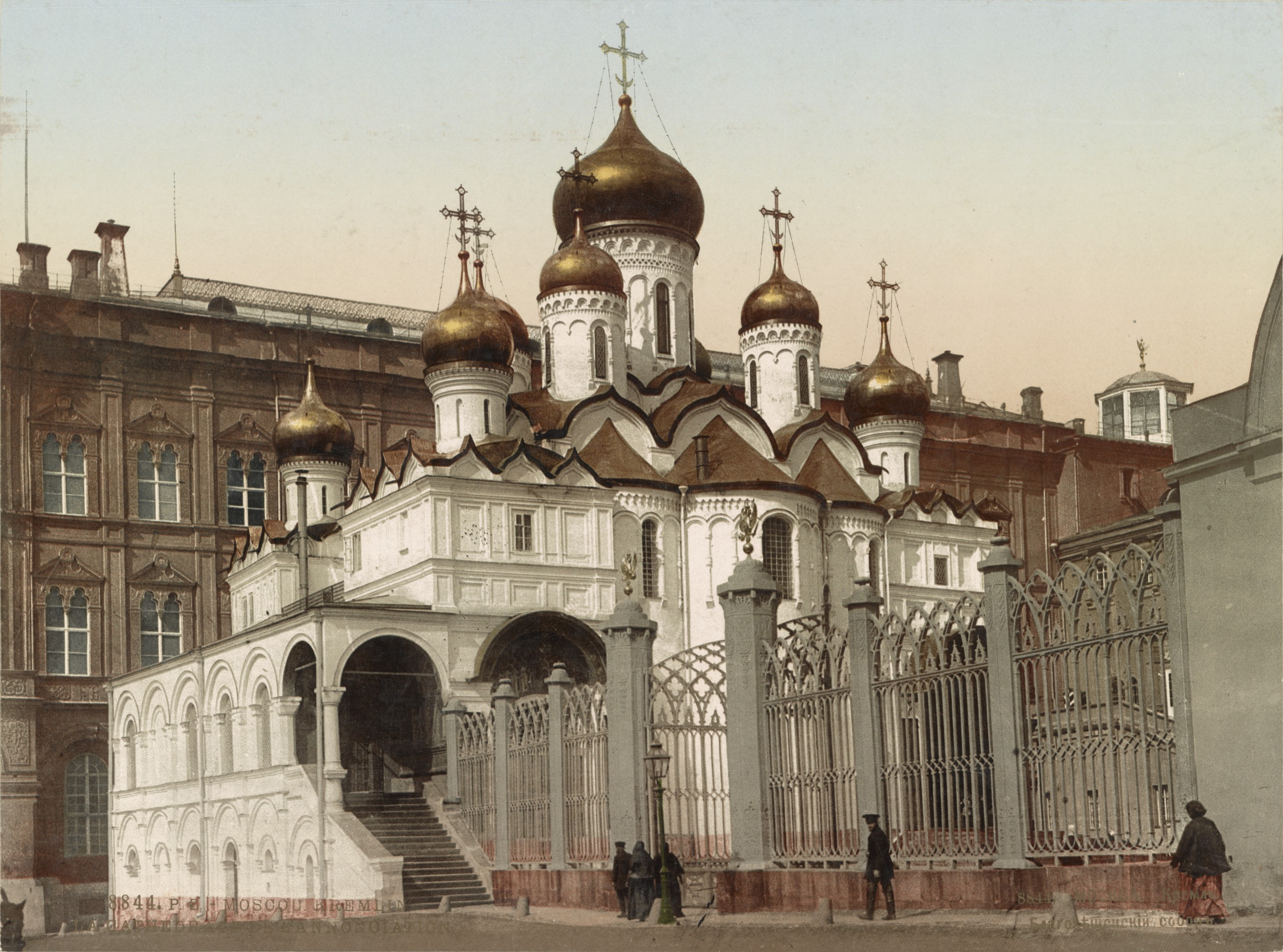
Благовещенский собор, 1896

Последний раз храм перестраивали в 1564—1566 годах при Иване Грозном. На сводах галерей построили однокупольные придельные церкви, посвящённые Собору Пресвятой Богородицы, Собору архангела Михаила, святому Георгию и Входу в Иерусалим. Декор их напоминает декор столпов храма Иоанна Претечи в Дьякове. В это время были также сооружены две западные главы на основном объёме храма, так что он стал девятиглавым. Кровли покрыли золочёной медью, и собор стали называть «златоверхим». Приделы, построенные из маломерного кирпича, перекрыли сводами с распалубками. Стены по образу Архангельского собора отделали филёнками. Пол собора был выложен яшмой, вывезенной Иваном IV из Ростова. Для внутреннего убранства иконами были собраны иконописцы из Новгорода, Пскова и других городов, под наблюдением священника собора — Сильвестра. Появление непохожих на прежние икон вызвало недовольство среди московского общества, которое подогревал Иван Михайлович Висковатов, подавший письменное заявление митрополиту Макарию. Вопрос стоял настолько остро, что он рассматривался на Земском соборе 1554 года, где Висковатому пришлось приносить раскаяния в своём заблуждении. В это же время прежде полуоткрытое южное крыльцо было превращено в закрытое. По преданию, на этом крыльце Иван Грозный, как оглашенный за вступление в 4-й брак, слушал божественную литургию, а на её ступенях в 1584 году увидел комету с крестообразным знаменем, которую принял за предзнаменование своей смерти. Крыльцо служило для выхода царей и его семейству в небольшой фруктовый сад с искусственными прудами. В 1561-м Иван Грозный подарил собору храмовый образ Благовещения, привезённый из новгородского Юрьева монастыря. С 1572 года, после четвёртой женитьбы, Иван Грозный уже не имел прямого доступа к церковной службе, и придел в южной паперти был переделан в личную молельню царя. Тогда же всю восточную часть паперти вместе с крыльцом украсили резным белокаменным полихромным декором (на столбах, капителях лопаток, порталах). По указу Фёдора Иоанновича на центральной главе установили золотой крест с цатой — символом полумесяца.

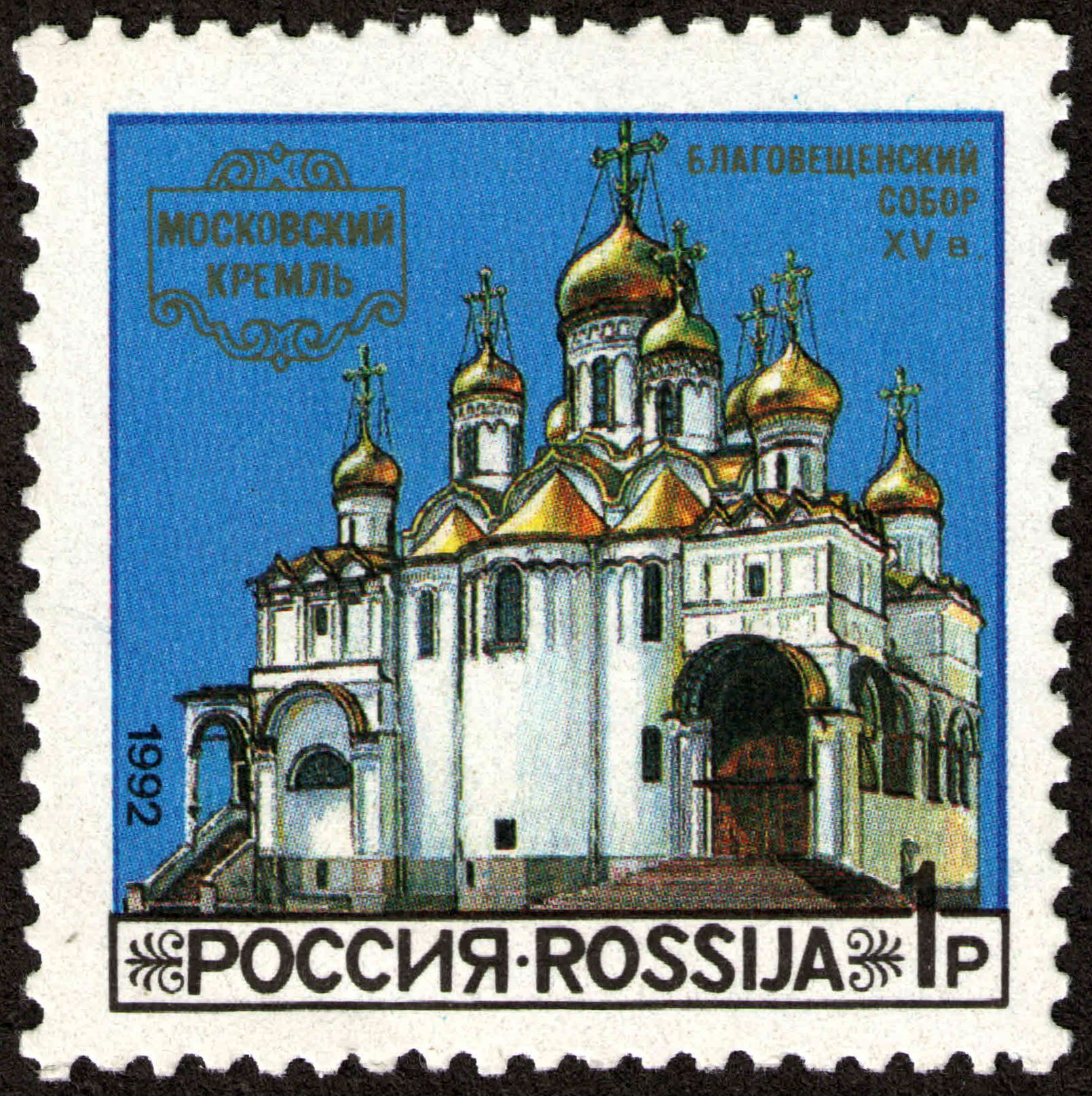
Почтовая марка, 1992 год. Соборы Московского Кремля. Благовещенский собор.

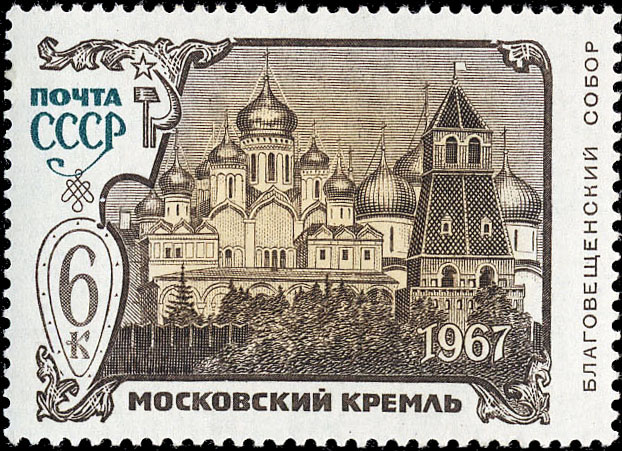
Благовещенский собор (1484—1489). Художник: В. Завьялов. Марка СССР, номинал — 6коп.

В Смутное время польское разорение не коснулись церкви, свидетельство чему отсутствие капитальных работ по возобновлению храма при Михаиле Фёдоровиче. В апреле 1621 года повелевалось дьяку Ивану Митусову расписать только «сходную каменную лестницу». С обращением лицевой стороны Теремного дворца к площади паперть Благовещенского собора была соединена с Грановитой палатой посредством переходов и Красного крыльца, причём лестница стала носить название Благовещенской. При Алексее Михайловиче соборную паперть и крыльцо было велено расписать разными красками, работу производил иконописец Иван Филатьев, наблюдение над работами производил Симон Ушаков. Павел Алеппский оставил воспоминания, что всё было расписано чудесными изображениями из сусального золота, «чудесна решётка из жёлтой меди с серебряными иконами», а в самой церкви привлекал внимание мозаичный пол, сделанный из квадратных небольших плиток восточного агата, яшмы и других цветных камней. Последняя переделка паперти состоялась в 1696 году, когда было велено паперть, своды и стены вычистить, подмазать левкасом и выбелить.
Путешественник по России во времена Петра I Алексеевича Кронилий-де-Бруин, обозревая Благовещенский собор, заметил, что эта небольшая церковь полна образов и обратил особое внимание на хранившиеся мощи. Только в одном верхнем отделении ему показали 36 серебряных и несколько золотых ковчегов с мощами святых, среди которых имелась кровь Христова, крест выполненный из креста Спасителя, рука евангелиста Марка, несколько костей пророка Даниила и многое другое.
В конце XVIII века разобрали Казённую палату, перестроили южную паперть, заложили арочные проёмы между полуколоннами.
В 1800 году полы в пристройках были заменены на белокаменные резные с чёрным мастичным орнаментом. В 1822-м придел во имя великомученика Георгия перестроили и переосвятили во имя Александра Невского. В нём установили иконостас в стиле ампир, заложили старые и пробили новые окна. В 1836 году по проекту архитектора Ивана Мироновского к юго-западному углу собора пристроили ризницу и реконструировали южный фасад паперти, украсив его аркадой.
В 1836 году в южной части храма был создан придел во имя святого Николая Чудотворца. В 1844-м собор соединили переходом с новым зданием Большого Кремлёвского дворца, построенного для Николая I. В 1863—1867 годах была проведена реставрация собора под руководством Фёдора Рихтера. В результате работ заменили кровлю, отремонтировали стропила, кладку сводов и глав. В 1896-м работниками ювелирной фирмы Ивана Хлебникова для иконостаса был изготовлен новый оклад.

### Реставрация

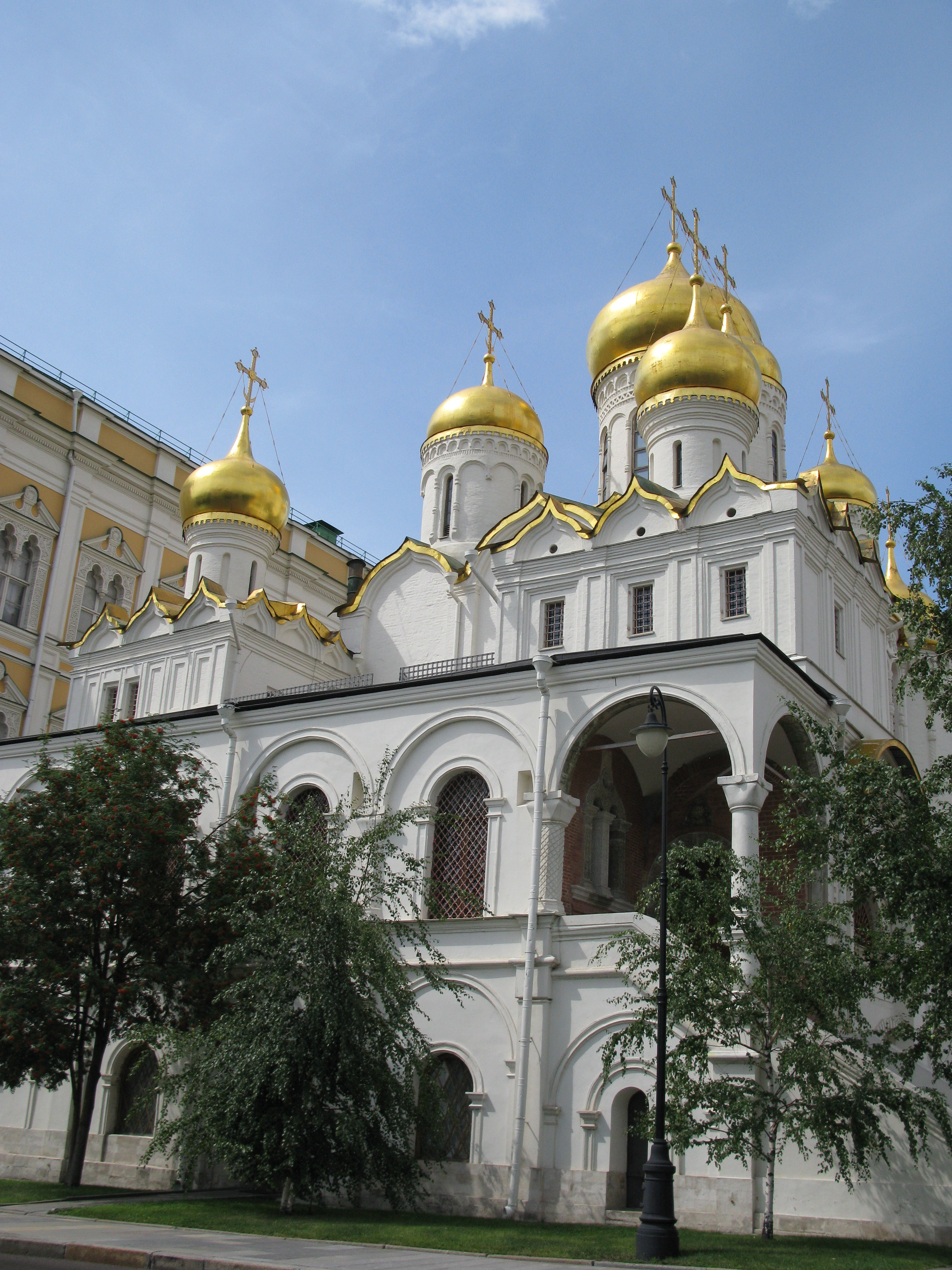
Благовещенский собор Кремля (вид с юга), 2014

Во время Октябрьской революции 1917 года Кремль обстреливался из тяжёлой артиллерии — в собор попал снаряд и разрушил его крыльцо. В 1918-м его вместе с другими храмами Кремля закрыли для богослужений. В мае того же года был учреждён комитет по сохранению и раскрытию памятников древней живописи, возглавляемый Игорем Грабарём. По его инициативе в кремлёвских соборах начала работать реставрационная группа под руководством отдела по делам музеев при Наркомпросе. Им удалось расчистить иконы из деисусного и праздничного рядов иконостаса, предположительно, авторства Андрея Рублёва и Феофана Грека. Среди них были найдены «Спас на престоле», «Иоанн Предтеча», «Архангел Гавриил», «Василий Великий», «Иоанн Златоуст». В 1950 году восстановили южный портал по фрагментам строения XV века, обнаруженных под слоем штукатурки. Через пять лет собор был превращён в музей. В 1970-е годы его отремонтировали и вызолотили купола.
Масштабные реставрационные работы были проведены в 1980—1984 годах художниками-реставраторами Всесоюзного объединения «Союзреставрация» под руководством Леонида Сергеевича Муравьева-Моисеенко. После очищения стен от поздних записей им удалось обнаружить ранее не выявленный авторский слой живописи середины XVI столетия. Однако часть композиций была безвозвратно утрачена в результате работ XIX века.
К 500-летнему юбилею собора в 1989 году была открыта экспозиция икон, которыми обладал в древности домовый царский храм. С 1993-го на престольный праздник Благовещения Пресвятой Богородицы в церкви совершаются патриаршее богослужения. В этот день со ступеней собора Патриарх Московский и всея Руси выпускает на волю белых голубей.
Приделы собора были отреставрированы в 2008—2010 годах. Фасадам вернули первоначальный облик до реставрации 1930—1960-х годов.

## Архитектура

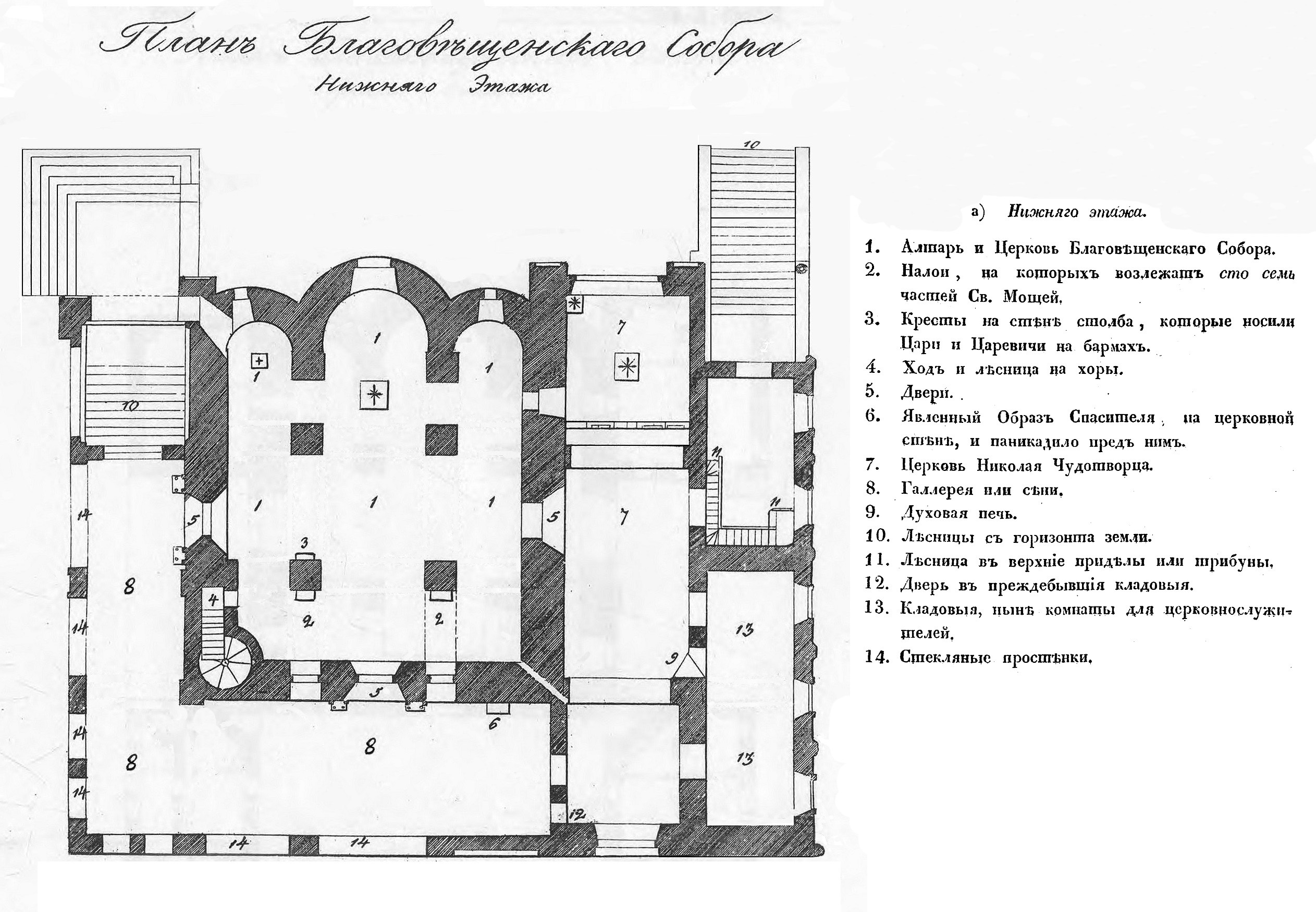
Благовещенский собор. Нижний этаж.

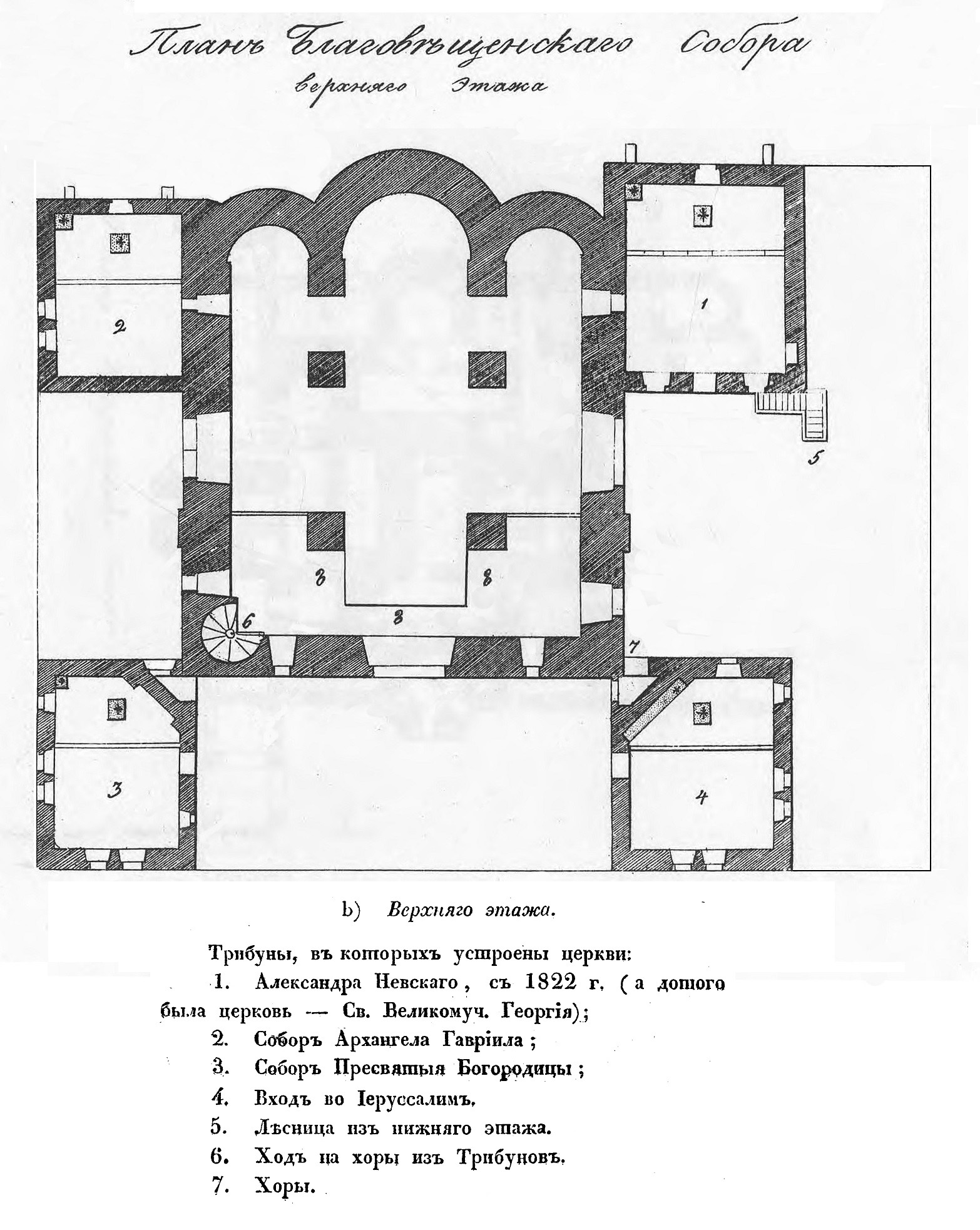
Благовещенский собор. Верхний этаж.

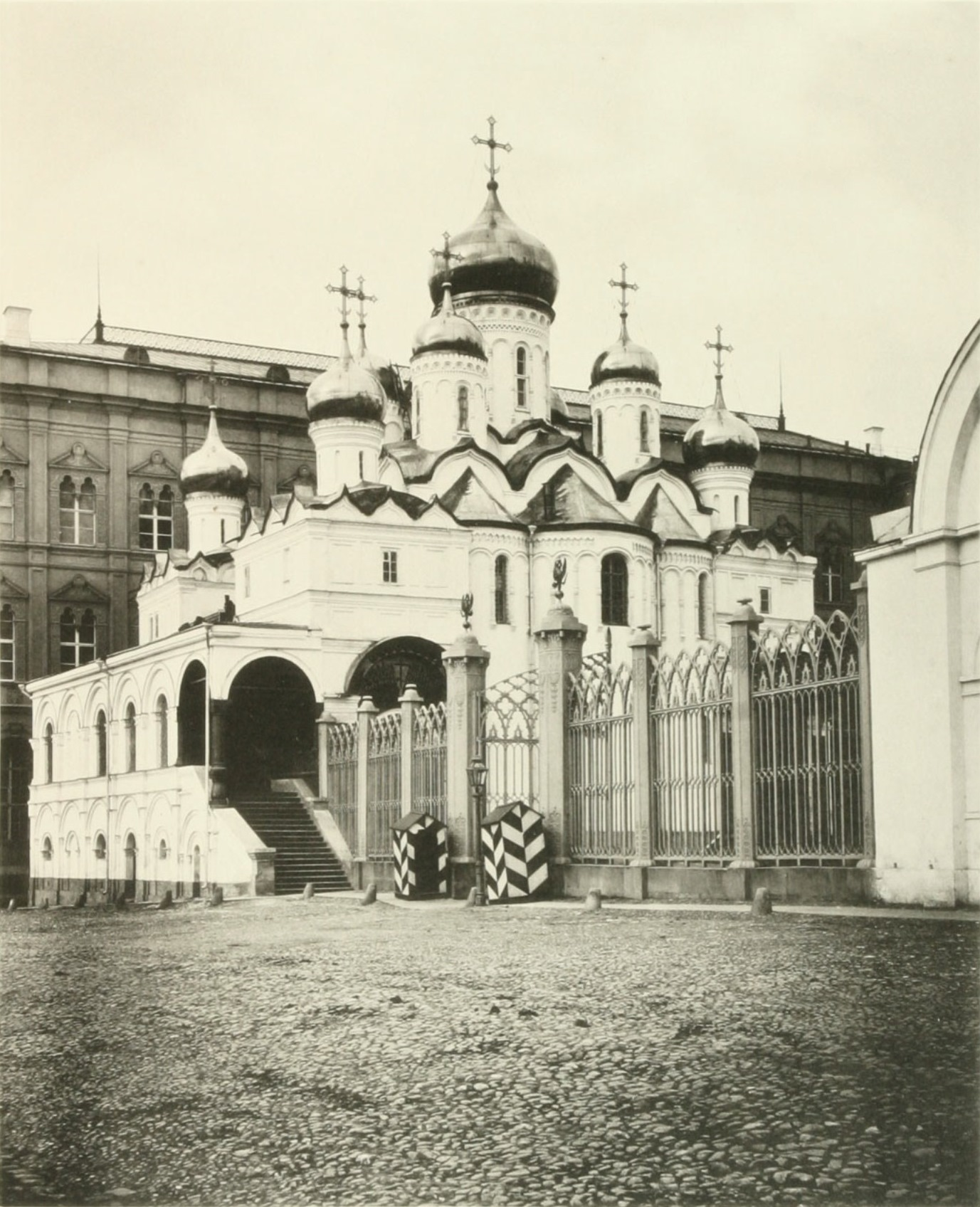
Фотография из альбома «Москва. Соборы, монастыри и церкви» издателя Н. А. Найдёнова, 1882

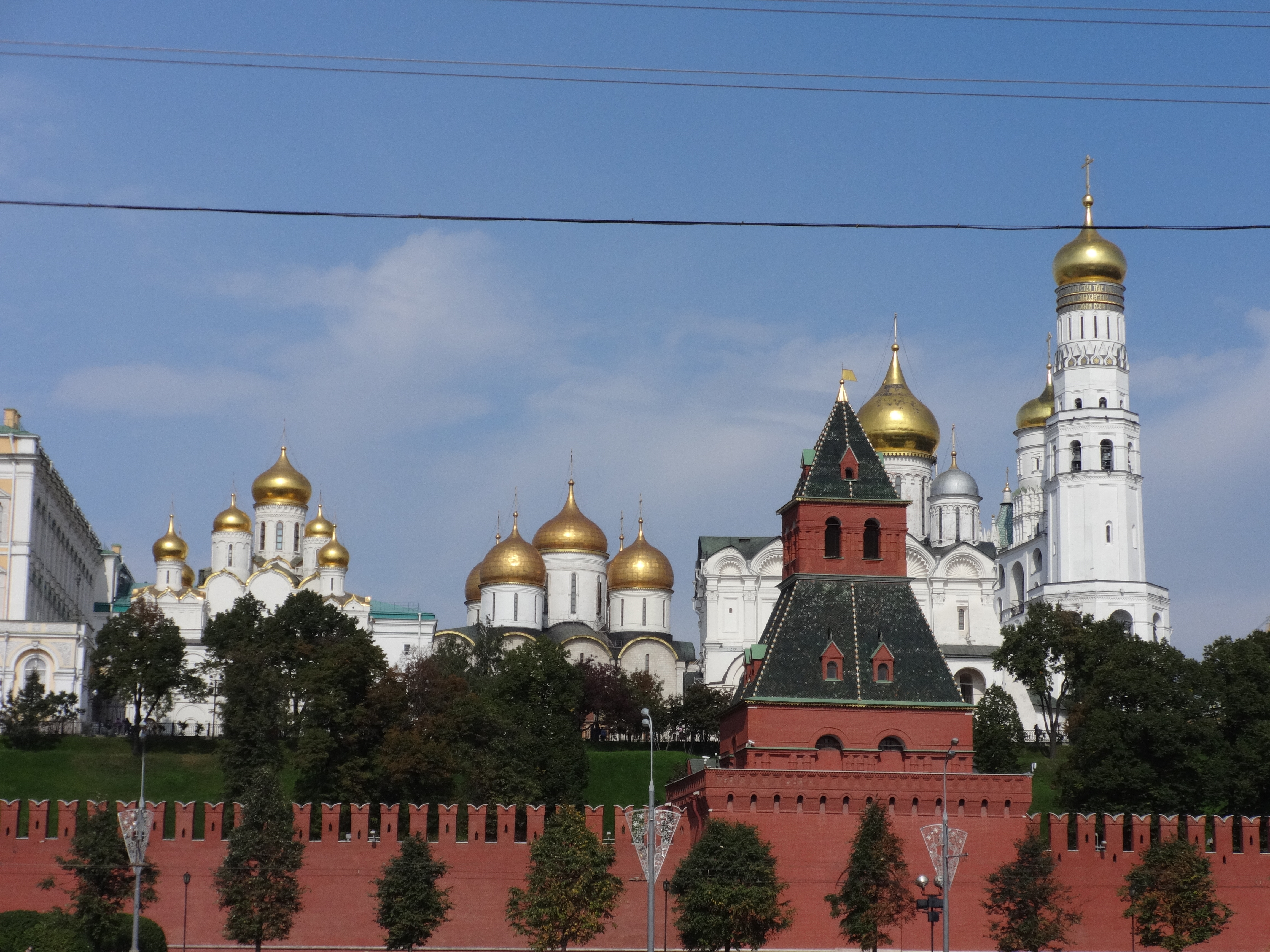
Вид на соборы с Москвы-реки, 2014

Современный облик храм приобрёл в 1560-е годы. Стены четырёх приделов, возведённых над углами галерей, разделены квадратными ширинками. Подклет собора является памятником архитектуры конца XIV века. Он выложен из больших белокаменных блоков с установленным в центре столпом, с востока к нему примыкает апсида.
Вход в храм украшают парадные белокаменные резные порталы, созданные в 1508 году Алевизом Новым одновременно с северной и западной галереями, как было установлено в ходе натурных исследований Олегом Ульяновым. Дверной проём северного и западного порталов обрамляют две пары отдельно стоящих колонн с коринфскими капителями и антаблементом. На дверях северного портала изображены сцены пророчеств о Христе и Богоматери, созданные в технике «огневого золочения» по меди (по стилю они близки южным дверям Успенского собора). Южный вход выполнен в традициях раннемосковского зодчества: прямоугольные выступы и полуколонки чередуются с бусинами и сноповидными капителями. Филёнки заполнены композициями с изображениями ваз, светильников, растительных гирлянд.
Внутреннее пространство собора невелико и кажется ещё более тесным из-за размещения в его западной части хор для великокняжеской семьи. На хоры можно подняться по размещённой в толще кладки юго-западного угла собора винтовой лестнице (другой вход на хоры — по опирающемуся на арку переходу — ведёт непосредственно из дворца). Ступенчатые своды храма опираются на четыре столба. Интерьер собора в основном сохранил черты, приобретённые в середине XVI века.
Основной массив стенописи храма был выполнен в середине XVI века, во время восстановления после пожара 1547 года. Первоначальный красочный слой был в значительной степени утрачен в результате поновлений, однако оригинальные композиции и сюжеты сохранились (наилучшей сохранностью отличаются фрески на хорах, столпах, центральном алтаре и в дьяконнике, в особенности композиции «Выведение Петра из темницы» и «Житие Василия Великого»). Крупные поновления фресок состоялись в 1648 году артелью иконописцев во главе с Тихоном Филатьевым и в 1771 году (когда фрески были записаны маслом). При расчистке стенописи на западной стене южной галереи в 1882—1884 годах академик В. Д. Фартусов обнаружил остатки оригинальной фрески «О тебе радуется», по стилю напоминавшей работы художников итальянского Возрождения; на ней, в частности, были изображены портреты донаторов храма — великого князя и княгини. Комиссия, наблюдавшая за ходом исследования стенописи, обвинила Фартусова в фальсификации и отстранила его от работ. При этом остатки фрески были сбиты, и на их месте выполнена новая композиция с использованием того же сюжета.
Северную, южную, западную стены четверика и своды под хорами украшают сцены из «Апокалипсиса» (Откровение Иоанна Богослова); большое место, отведённое сюжетами из «Апокалипсиса», отличает иконографию фресок Благовещенского собора от современных ему построек. На столпах — великие князья Владимир Святославич, Владимир Мономах, Александр Невский, Иван Калита и Дмитрий Донской. На арках северной и западной галерей находится композиция «Древо Иесеево», состоящая из более чем 200 фигур. Она начинается от входа образом царя Давида и кончается у западного портала собора изображением Богоматери с младенцем. На сводах и внешних стенах изображены античные философы, историки, поэты, среди которых Платон и Аристотель, Фукидид и Плутарх, Гомер и Вергилий. Хорошей сохранностью отличается фреска «Троица» на восточной стене западной паперти. В арке над входом размещена композиция «Что ти принесём, Христе».
В южной галерее устроена постоянная выставка икон XIV—XVI веков и фрагментов интерьера времени Ивана Грозного. Одна из икон — Смоленская икона Божией Матери — по преданию, написана евангелистом Лукой. В помещении также установлена бронзовая посеребренная рака с мощами 50 святых, присланная в дар в XV столетии русским царями из Греции. В подклете собора демонстрируется более 1500 экспонатов XII—XVII веков: образцы ювелирного искусства, оружие, слитки, монеты.

## Иконостас
Иконостас собора является одним из древнейших России высоких иконостасов. Его бронзовый чеканный остов был выполнен по рисунку Николая Султанова в 1890-х годах. Иконостас состоит из пяти чинов: праотеческого, пророческого, праздничного, деисусного и местного. Иконы праздничного и деисусного, состоящего из девяти фигур в рост, относятся к концу XIV — началу XV века. Их авторство приписывают Андрею Рублёву (первые семь праздников праздничного чина — от «Благовещения» до «Входа в Иерусалим», за исключением «Преполовения»), Феофану Греку (большая часть икон Деисуса) и Прохору с Городца (вторая часть праздничного чина, от «Тайной вечери» до «Успения»). Иконы четвёртого, пророческого яруса написаны в середине XVI века, во время восстановления после пожара 1547 года, когда иконостас сильно пострадал; авторами фигур пророков считают московских иконописцев (теми же мастерами, предположительно, выполнено «Преполовение» в праздничном чине). В самом верхнем, пятом ярусе иконостаса находятся погрудные изображения праотцов, выполненные в XVI—XIX веках. Самый древний образ — Всемилостивого Спаса — стоит первым справа от Царских врат, изготовленных в 1818 году. Некоторые из окон местного ряда относятся к XVI столетию. В иконостасе находятся также тридцать таблеток. Одиннадцать из них представляют собой месячные минеи. Остальные олицетворяют праздники и избранных святых, почитаемых в XVIII веке: «Благовещение», «Поклонение волхвов», «Сретение Господне», «Крещение», «Преображение Господне» и другие. В местном ряду раньше стояла особо почитаемая икона «Богоматерь Донская» конца XIV века, авторства Феофана Грека или одного из художников его круга; сейчас икона хранится в Государственной Третьяковской галерее.

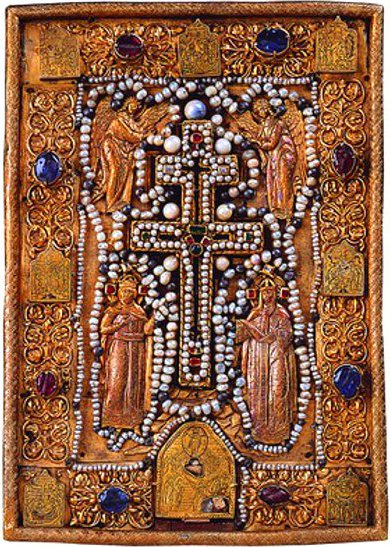
Крест с частью Животворящего Древа и камнем от Гроба Господня, изготовленный в 1621 году (известен как «ковчег князя Ивана Хворостинина»)
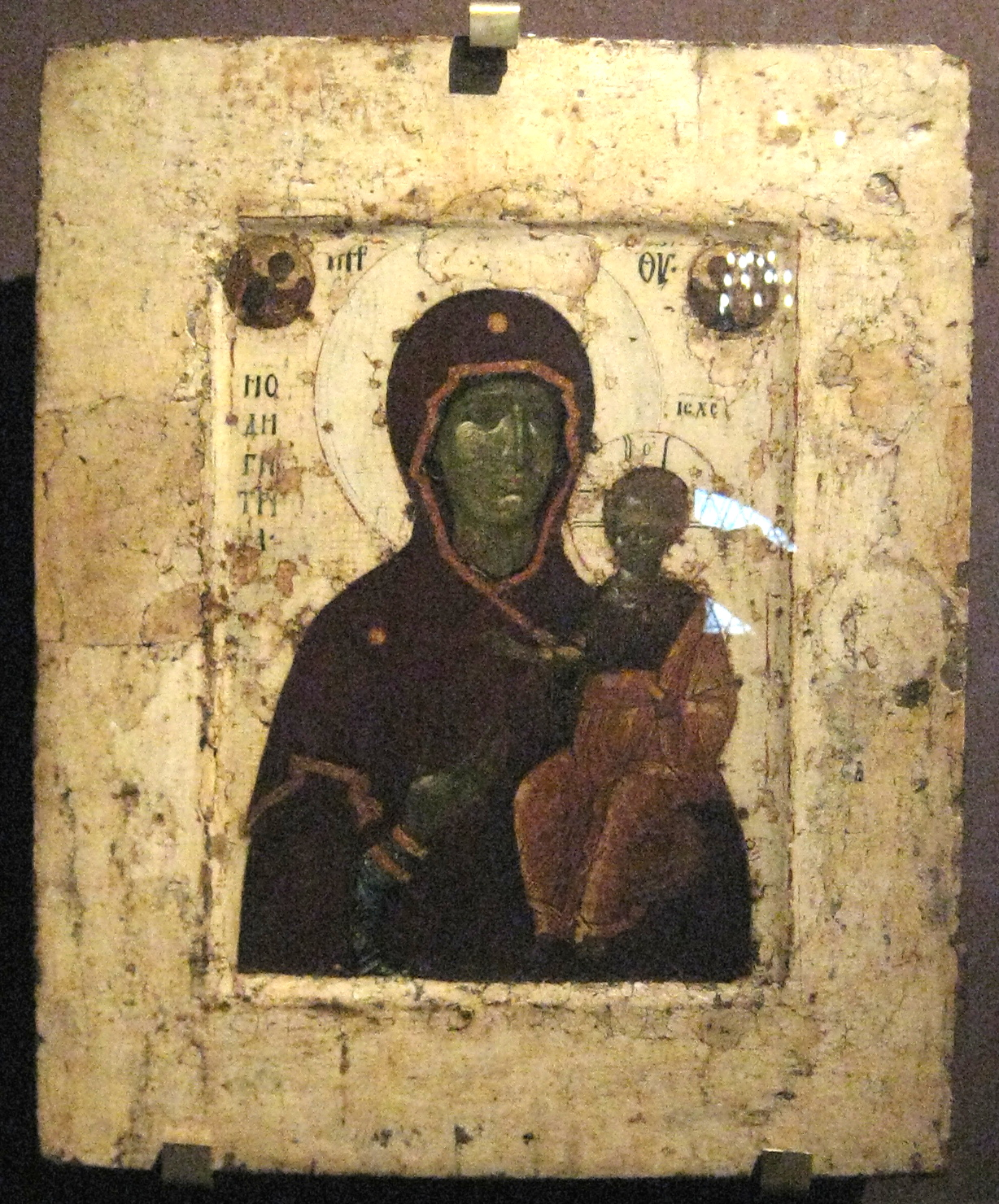
Богоматерь Одигитрия. Византия, XIV век. Из пядничного ряда центрального иконостаса
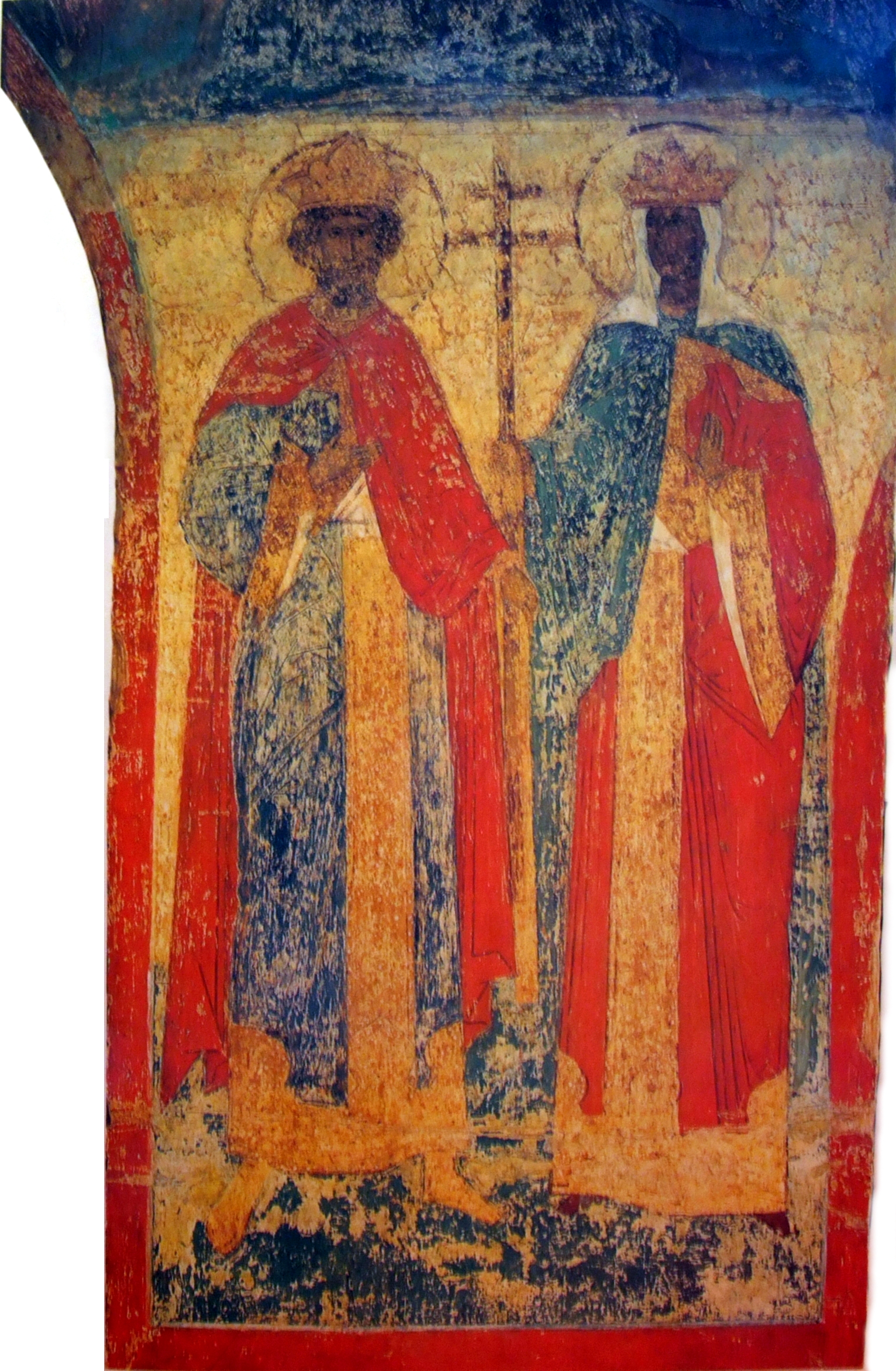
Святые Константин и Елена. Фреска, 1547—1551, роспись юго-восточного столпа
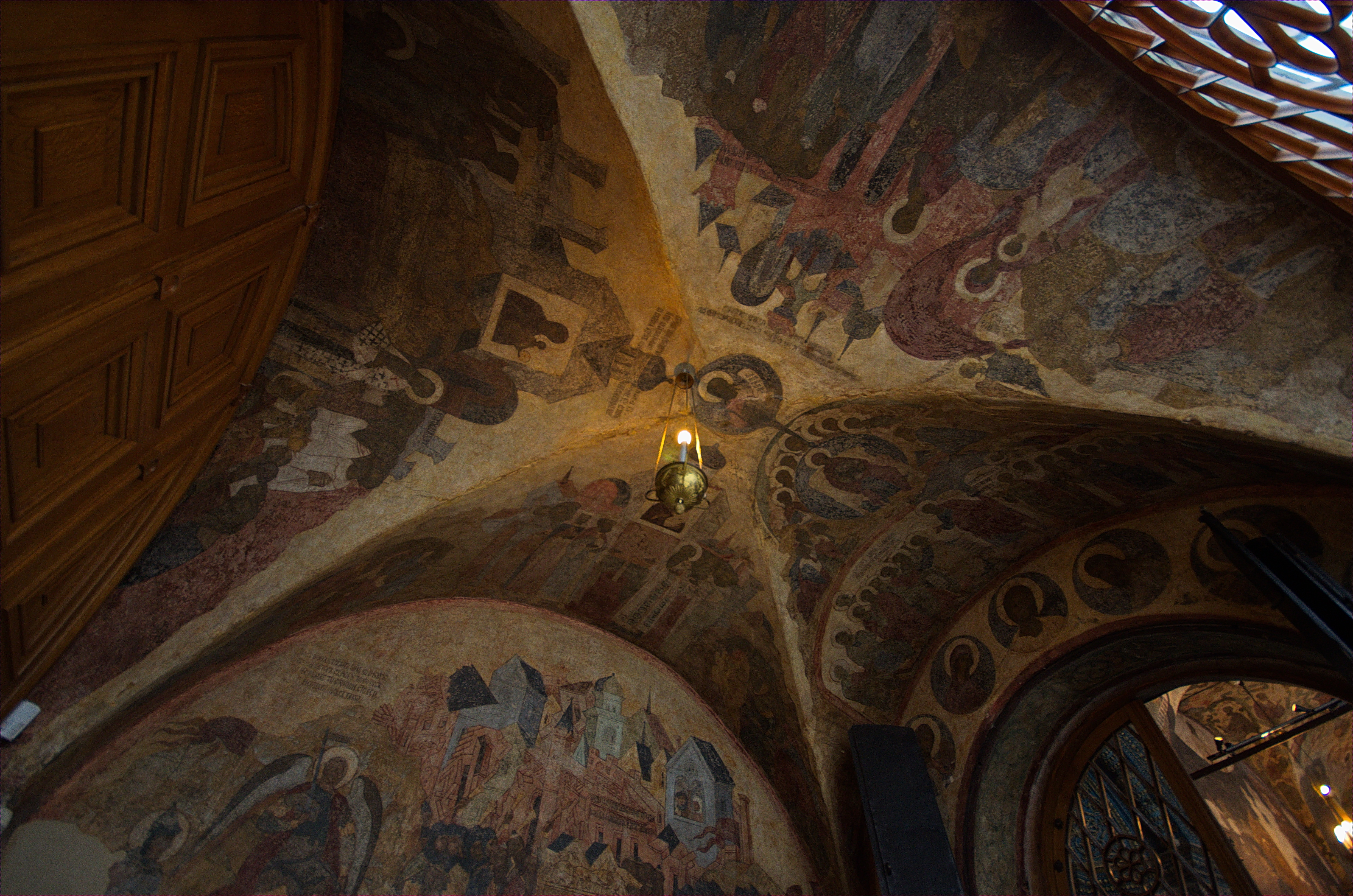
Роспись сводов, 2015 год
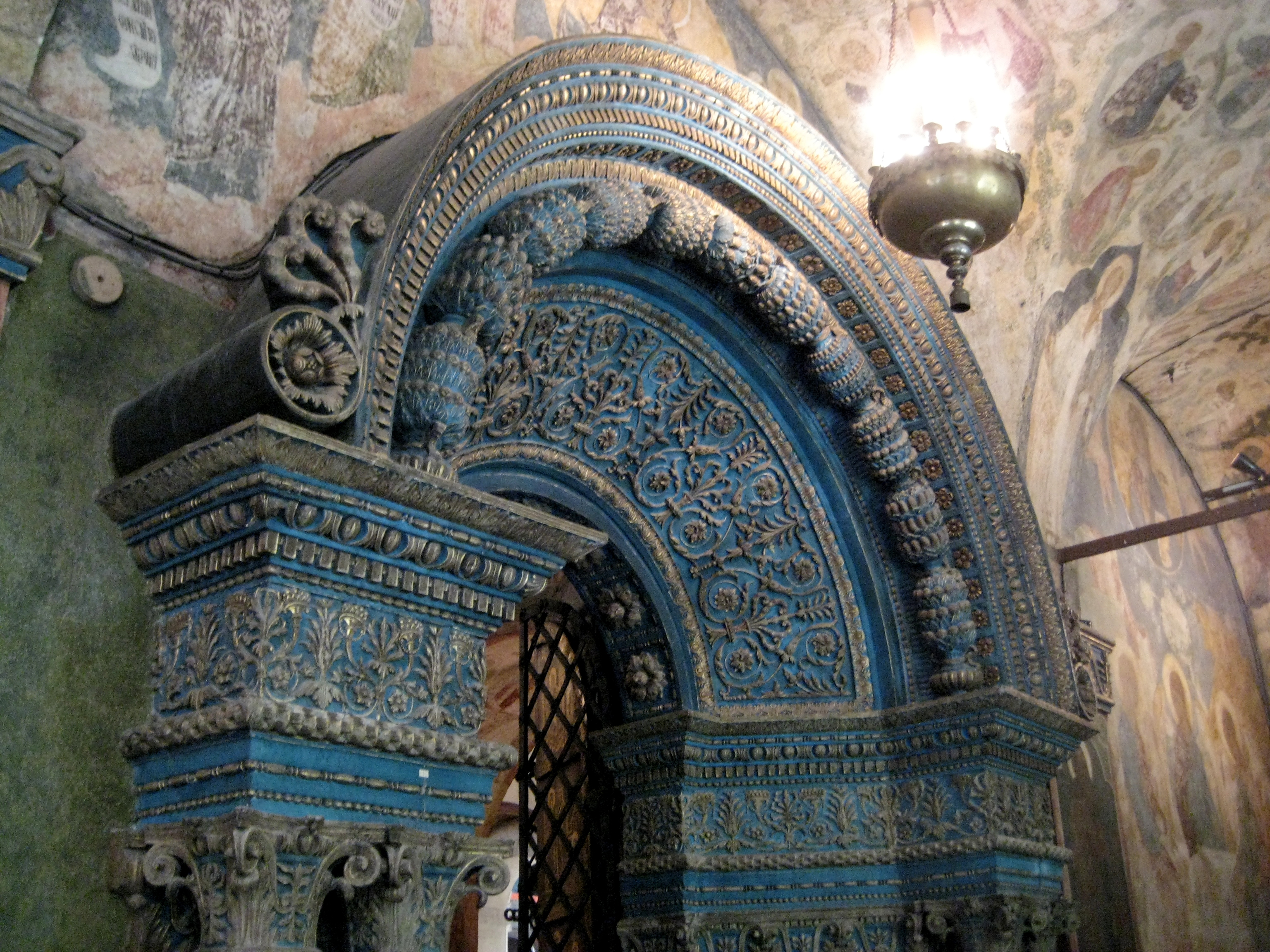
Северный портал
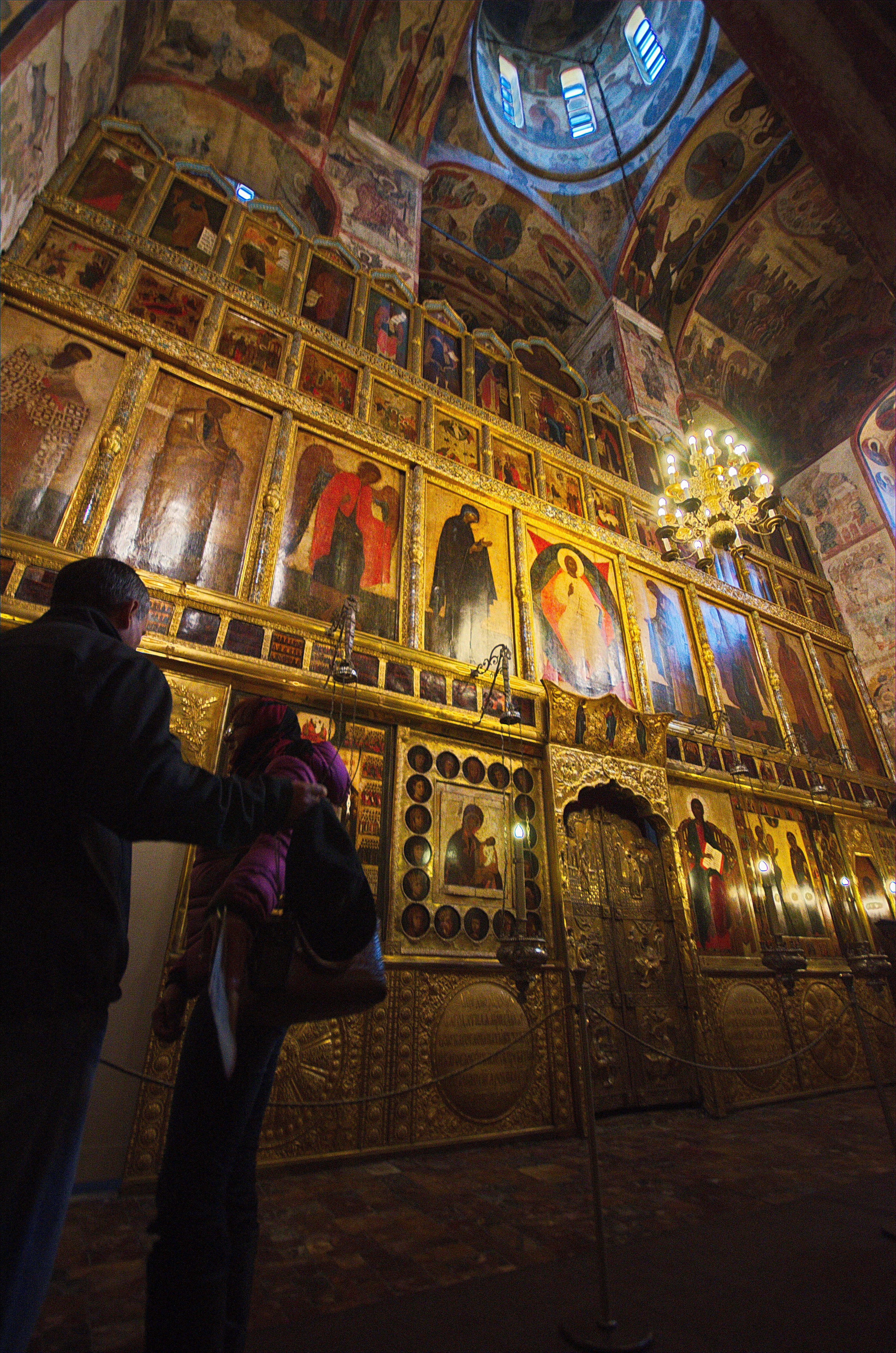
Иконостас, 2015 год
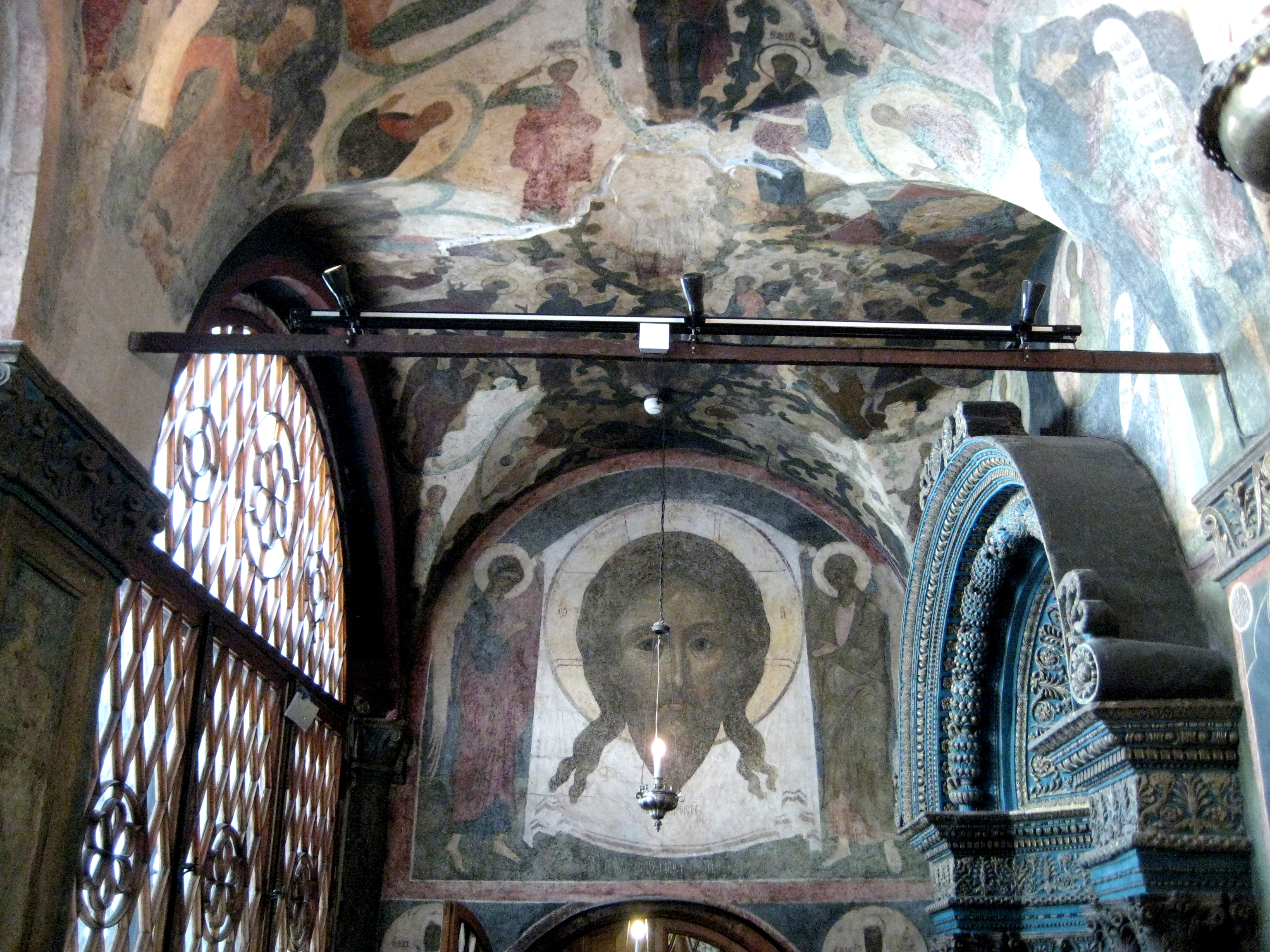
Внутренний вид собора, 2012 год
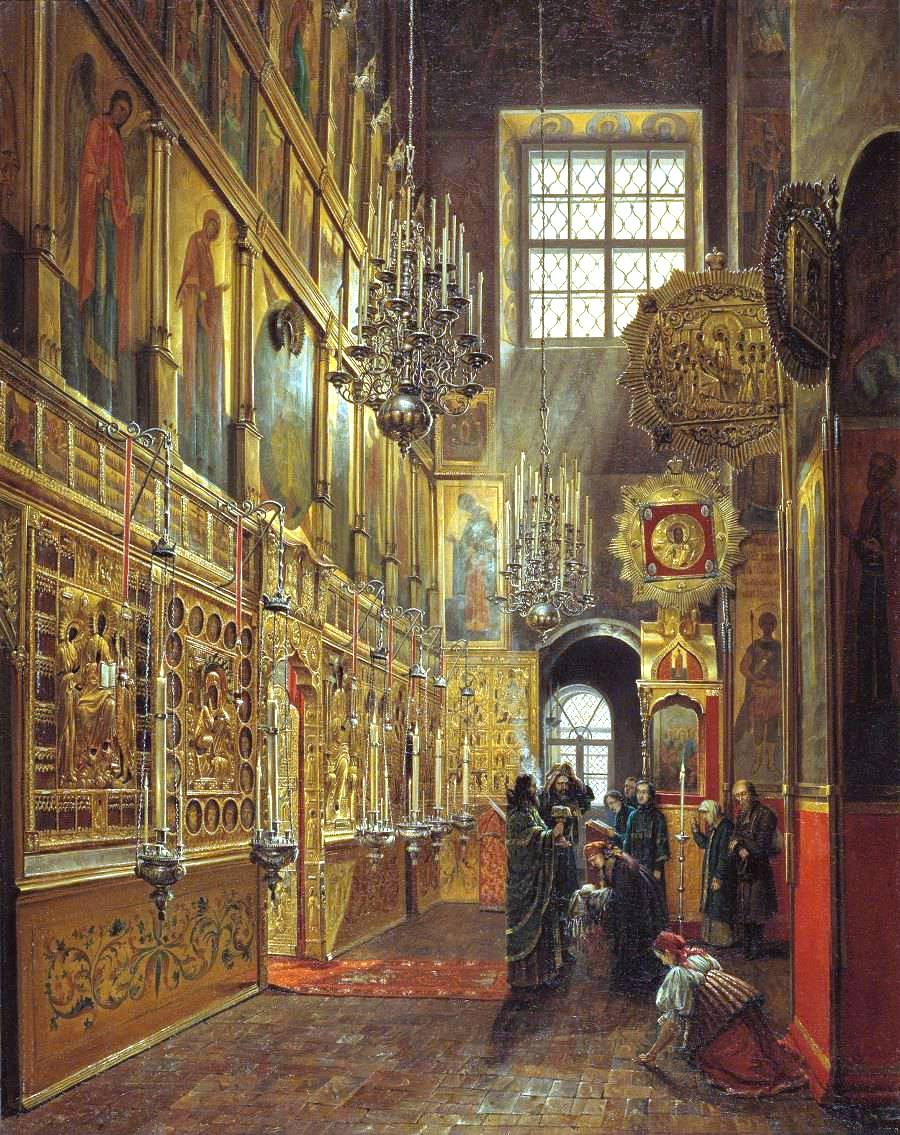
Внутренний вид собора до реставрации Фёдора Рихтера на картине Степана Шухвостова «Обедня в московском Благовещенском соборе», 1857 год. Третьяковская галерея